# Шаосинг
Шаосинг (绍兴) град је Кини у покрајини Џеђанг. Према процени из 2009. у граду је живело 505.890 становника.

## Становништво
Према процени, у граду је 2009. живело 505.890 становника.
| 1990.   | 2000.   | 2009    |
| ------- | ------- | ------- |
| 179.028 | 335.219 | 505.890 |